# Ferrier (Haiti)
Ferrier este o comună din arondismentul Fort-Liberté, departamentul Nord-Est, Haiti, cu o suprafață de 70 km2 și o populație de 13.315 locuitori (2009).